# Josette Durrieu
Pour les articles homonymes, voir Durrieu.
Josette Durrieu, née le 20 mars 1937 à Mazères-de-Neste (Hautes-Pyrénées), est une femme politique française, membre du Parti socialiste. Proche de Laurent Fabius, elle privilégie les alliances vers la gauche aux alliances vers le centre. Elle milite pour une Europe de la défense et défend l'idée de laïcité.

## Biographie
Professeure de formation, elle est élue sénatrice des Hautes-Pyrénées le 27 septembre 1992 puis réélue le 23 septembre 2001. Le 20 mars 2008, conseillère générale du canton de Saint-Laurent-de-Neste, elle succède au radical François Fortassin (qui le présidait depuis 1992) à la tête du conseil général des Hautes-Pyrénées au bénéfice de l'âge au 3e tour de scrutin. Le 31 mars 2011, le PRG Michel Pélieu, maire de Loudenvielle et conseiller général du canton de Bordères-Louron lui succède.
À l'occasion des premières élections départementales organisées les 22 et 29 mars 2015, elle se présente en binôme avec Alain Piaser sous l'étiquette du Parti socialiste sur le nouveau canton no 15 « La Vallée de la Barousse ». À l'issue du second tour de scrutin, avec 47,33 % des voix, le binôme socialiste est finalement battu par le binôme présenté par le Parti radical de gauche,,,.

## Autres mandats
- Conseillère municipale de Saint-Laurent-de-Neste
- Présidente de la Communauté de communes du canton de Saint-Laurent-de-Neste

## Distinctions
- Chevalière de la Légion d'honneur (2018)[5]